# Западинка
Запа́динка, Запа́динцы (укр. Запа́динка, Запа́динці) — историческая местность в Подольском районе Киева, урочище. Расположена вдоль улицы Западинской и начала проспекта Правды. Название зафиксировано с XIX века как «Западинские горы», «Западинские песчаные горы». Название восходит к украинскому слову «запа́дина» (по-русски «впадина»). Старая застройка была ликвидирована в 1980-е годы, на её месте сооружен микрорайон жилого массива Виноградарь.